# Pierre Bartholomée
Pierre Bartholomée   (àrea metropolitana de Brussel·les, 5 d'agost de 1937) és un director i compositor belga.

## Carrera
Va començar els seus estudis musicals als sis anys amb classes de piano. Més tard es va graduar al Conservatori Reial de Brussel·les, on va rebre una formació de piano d'André Dumortier i on va guanyar diversos premis. La seva formació es va completar amb una sèrie de classes d'interpretació de piano de Beethoven impartides per Wilhelm Kempff.
Juntament amb Henri Pousseur, va fundar lEnsemble Musique Nouvelle i el Centre de "Recherches et de Création Musicales de Wallonie". Ha actuat internacionalment com a pianista i director d'orquestra.

## Honors
- 1999: crea el cavaller Bartholomée, pel rei Albert II.
- 2004: membre de la Reial Acadèmia de Ciències, Lletres i Belles Arts de Bèlgica.[3]
- 2011: president de la Reial Acadèmia de Ciències, Lletres i Belles Arts de Bèlgica.
- Oficial de l'Orde de la Corona.
- Cavaller de l'Ordre national du Mérite.